# Kaemtjenent
Kaemtjenent (K3(j)-m-ṯnnt) va ser un funcionari egipci i possible príncep durant el regnat del faraó Djedkare Isesi, a finals de la V Dinastia. Estava casat amb una dona anomenada Khenut, i podria ser el pare d'Isesi-ankh, un altre alt funcionari al servei de Djedkare Isesi i el seu successor, Unas.

## Carrera i títols
És conegut principalment per la seva mastaba (G 7411), que es troba al nord de la piràmide esglaonada del rei Djoser a Saqqara; El mateix Kaemtjenent està representat en una paret del pòrtic de la mastaba, juntament amb la seva dona. La decoració de la seva mastaba registra una carta on s'hi esmenta un visir amb el nom de Raixepses. Aquest visir és conegut per altres fonts i va viure durant el regnat de Djedkare Isesi. Sobre aquesta base, es creu doncs que Kaemtjenent va viure també durant el mandat d'aquest rei. Les tombes d'ambdós funcionaris no es troben gaire separades.
A la mastaba de Kaemtjenent hi apareixen diversos títols importants que tenia, inclòs el de "Supervisor de totes les obres reials" i el "Fill del Rei". El primer títol indica que es força probable que estigués involucrat en importants obres de construcció reial, possiblement el mateix complex piramidal reial. Altres títols coneguts aporten proves que va estar involucrat en expedicions nàutiquesː
- Segellador de Déu en les dues grans barques, que posa el temor d’Horus en terres estrangeres (ḫtmw nṯr m wi3y ˁ3wy dd nrw ḥrw m ḫ3swt).[7]
- Líder de l'expedició (imi-r3 mš3).[8]

## Filiació
El títol de Fill del Rei que possïa Kaemtjenent és de problemàtic. Podria indicar que era fill d'un rei, tal com opinen egiptòlegs com Wiliam Stevenson Smith i Edward Brovarski, que argumenten que podria haver estat un fill que hauria tingut el rei Djedkare amb la reina Meresankh IV, ja que les seves tombes són properes. Altres, com Alessandro Roccati, simplement afirmen que tenia un pare reial.
Aquesta filiació ha estat avaluada de manera diferent per altres egiptòlegs, ja que ara se sap que el títol de Fill del Rei era, en alguns casos, purament honorífic. Nigel Strudwick ha proposat que aquest pofria el cas de Kaemtjenent. Es basa en les inscripcions biogràfiques danyades de la seva tomba, les quals encara registren algunes de les seves expedicions marines a terres estrangeres i la seva participació en grans projectes de construcció. Així doncs, podria haver rebut aquest títol com a promoció o honor. Aquesta conclusió la comparteixen altres egiptòlegs, inclòs Michel Baud.